# Bogdan Trojak

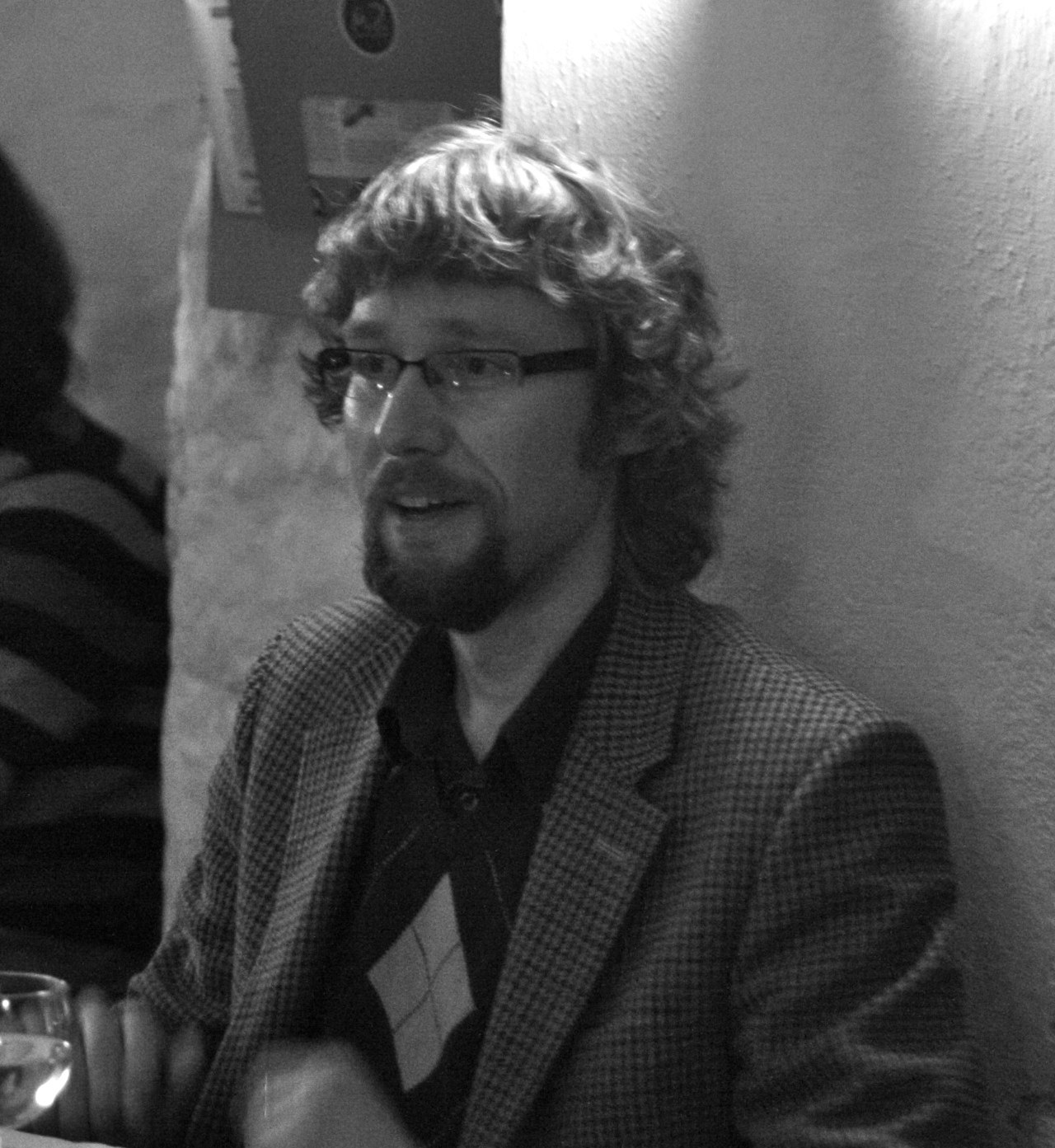
Bogdan Trojak

Bogdan Trojak (ur. 23 marca 1975) – polsko-czeski poeta, publicysta i tłumacz języka polskiego.
Absolwent polskiego gimnazjum w Czeskim Cieszynie, podjął studia na Wydziale Prawa Uniwersytetu Masaryka w Brnie, ale ich nie skończył. Później studiował dziennikarstwo na ołomunieckim Uniwersytecie Palackiego.
Jako uczeń szkoły średniej był jednym z inicjatorów polsko-czeskiej grupy literackiej PaRaNoJa, a w 1995 r. założył wraz z Vojtěchem Kučerą ugrupowanie WELES (Wendryńska Literacko-Estetyczna Spółka), które rozpoczęło publikację magazynu poetyckiego o tej samej nazwie, ukazującego w 2021 nadal. Współpracował również z redakcją brneńskiego wydawnictwa Host, przez krótki czas był również redaktorem naczelnym magazynu kulturalnego "Neon" i magazynu internetowego "Lumír".

## Wybrana twórczość
- Kuním štětcem, Host, 1996[1]
- Pan Twardowski, Host, 1998[2]
- Jezernice[3], Větrné mlýny, 2001 – zbiór wierszy i bajek
- Strýc Kaich se žení[4]. Memorabilie a komorní horory, Petrov, 2004
- Kumštkabinet, Host, 2005[5] – podsumowuje pierwsze trzy tomiki poetyckie i wcześniej niepublikowane dzieło poetyckie Otto Lilienthal z roku 2004
- Brněnské metro – cykl opowiadań 2007[6]

## Nagrody
- 1998 – Nagroda im. Jiříego Ortena za zbiór Pan Twardowski
- 2005 – Magnesia Litera za zbiór Strýc Kaich se žení